# 存女星
存女星（137 Meliboea）是第137颗被人类发现的小行星，于1874年4月21日发现。存女星的直径为145.4千米，质量为3.2×1018千克，公转周期为2011.587天。
存女星以希臘神話的人物梅利博厄亞命名。